# Concerto pour piano de Price
Pour les articles homonymes, voir Concerto pour piano (homonymie).
Le Concerto pour piano en fa mineur est un concerto pour piano de la compositrice afro-américaine Florence Price, écrit en 1933.

## Contexte et création
Florence Price commence la composition de son Concerto pour piano au début de l'année 1933. L'œuvre est dédiée à l'amie de la compositrice Helen Armstrong Andrews. Elle a notamment été influencée par l'interprétation du Concerto pour piano no 4 de Ludwig van Beethoven lors d'un concert à l'Orchestre symphonique de Chicago. Elle a interprétée la partie soliste lors d'un concert en juin 1934 au Musical College de Chicago, où elle avait pris des cours de composition. Après cela, elle a joué son concerto dans des concerts à Pittsburgh, New York et Détroit. Elle a aussi joué son concerto au moins deux fois avec le Woman's Symphony Orchestra de Chicago sous la direction d'Ebba Sundstrom.

## Structure
L'œuvre ne comprend qu'un seul mouvement.

## Analyse
En dépit du fait que la pièce soit en un seul mouvement, elle conserve le schéma traditionnel vif-lent-vif. La première section s'ouvre sur un solo de trompette donnant le motif principal avant une cadence virtuose dans la tradition romantique. Le reste de la section comprend des transformations du motif principal dans un dialogue complexe entre le piano et l'orchestre. La seconde section présente notamment un duo entre le piano et le hautbois solo. La troisième section est une juba dont le thème est d'abord donné par le piano avant d'être repris par l'orchestre. En 1934, un critique a dit de cette section que « il y a une réelle musique américaine et Mme Price parle un langage qu'elle connait » .

## Discographie
- John Jeter (dir.), Malmö Opera Orchestra et Malmö Opera Chorus, Douglas W. Shadle, Violin Concertos Nos. 1 and 2 / Piano Concerto / Dances in the Canebrakes, coll. « Naxos », août 2025.